# 江勛
江勛（1422年—？），字元勛，浙江寧波府奉化縣人，民籍，明朝政治人物。進士出身。

## 生平
景泰四年（1453年）癸酉科浙江鄉試第七十八名。景泰五年（1454年）聯捷甲戌科會試第一百二十名，殿試登進士第二甲第一百一十三名。

## 家族
曾祖父江紹祖。祖父江煥宗。父亲江尚質。